# Curreri-Tiefseeberg
Der Curreri-Tiefseeberg (englisch Curreri Seamount) ist ein Tiefseeberg im westlichen Pazifik auf dem Tiefseerücken der Gilbertinseln etwa 90 km südlich des Maiana-Atolls. Im Osten ist Kuria (ca. 60 km) das nächste Atoll.
Sein Gipfel liegt in einer Tiefe von 1400 m.
Ein weiterer Gipfel eines Tiefseeberges in der Nähe ist der Mauga-Umi-Tiefseeberg, etwa 25 km weiter nördlich.